# Avenue de la Résistance (Le Raincy)
L'avenue de la Résistance est une voie de communication située au Raincy.

## Situation et accès
Partant de la place de la Gare, cette avenue traverse tout d'abord la place du Général-de-Gaulle. Continuant vers le nord, elle traverse ensuite le rond-point Gambetta, qui marque le croisement de l'allée Gambetta. Elle forme ensuite le point de départ de l'allée de Montfermeil.
Elle est desservie par la gare du Raincy - Villemomble - Montfermeil.

## Origine du nom
La voie est un hommage aux Forces françaises libres (FFL) et aux Forces françaises de l'intérieur (FFI) qui ont combattu l'occupation nazie durant la Seconde Guerre mondiale.

## Historique
Cette avenue et l'avenue Thiers sont les deux axes principaux du château du Raincy édifié par l'intendant des finances Jacques Bordier au XVIIe siècle.
Cette voie de communication s'appelait, avec l'inauguration de la gare, « avenue du Chemin-de-Fer »,.

## Bâtiments remarquables et lieux de mémoire
- Église Notre-Dame du Raincy

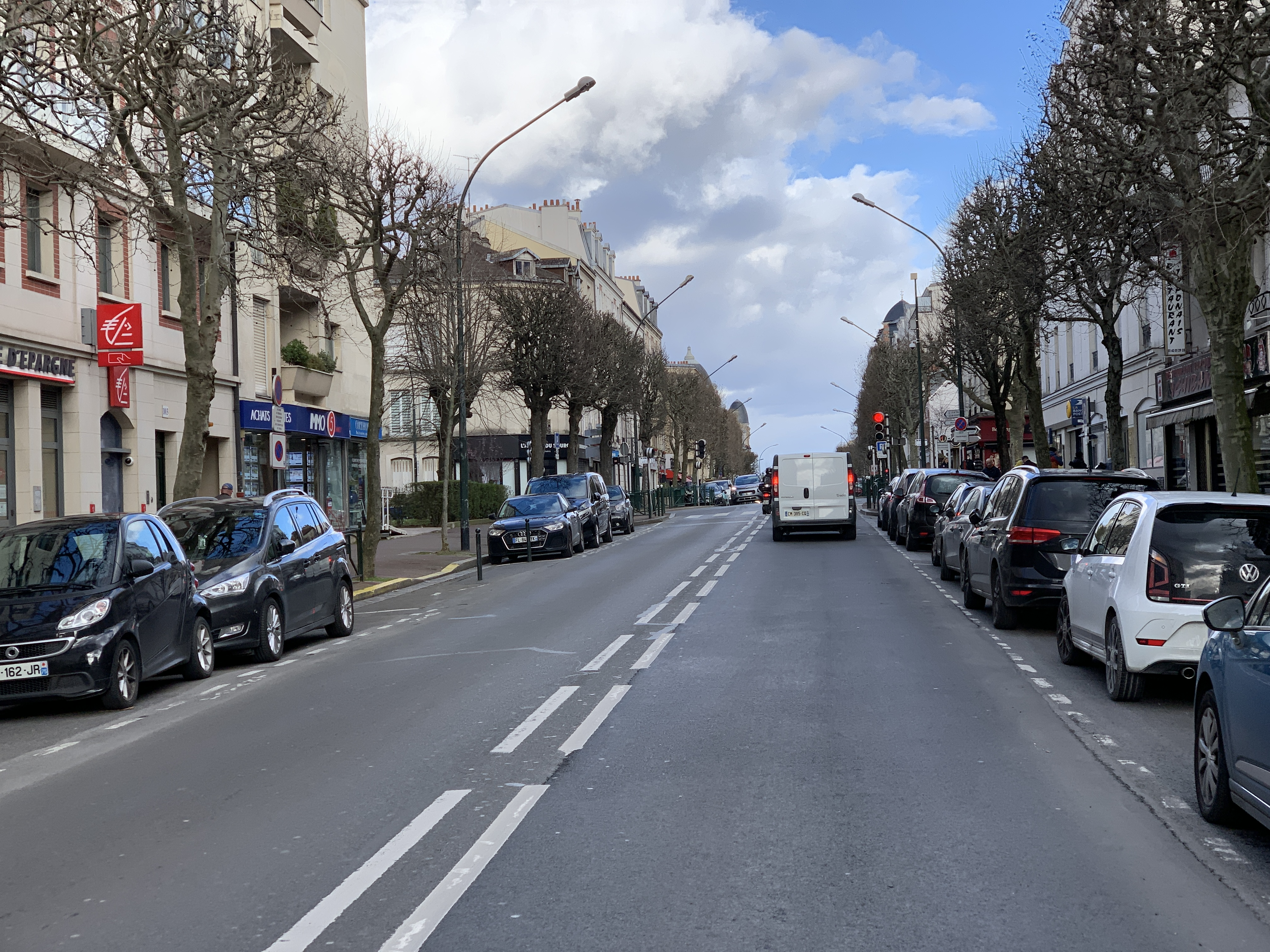
L'avenue en février 2020.

- Au numéro 100 de cette avenue se trouve une plaque marquant l'emplacement du château du Raincy[3].
- Hôtel de ville du Raincy.